# Lambarön
Lambarön är en bebyggelse på ön Lambarö i Mälaren utanför Hässelby i Stockholms kommun. SCB avgränsade här från 2020 till 2023 en småort.